# Nagylók
Nagylók es un pueblo del condado de Fejér, Hungría. Ubicado en el loess abierto de la llanura de Mezőföld, Nagylók se extiende sobre 32,44 kilómetros cuadrados entre las localidades de Sárbogárd y Sárosd. Las tierras catastrales, drenadas por pequeños ramales del canal de Sárvíz, se dedican casi en su totalidad a la agricultura mecanizada (trigo de invierno, maíz y girasol), mientras que una franja de pequeñas fincas y patios de servicio flanquea la carretera principal.
El asentamiento aparece en 1258 como Lok, un nombre que la mayoría de los estudiosos atribuyen al eslavo loky, «estanque pantanoso». Para 1872, había adquirido su forma moderna, Nagylók («Gran Lok»), a petición del conde Pál Zichy, aunque documentos del siglo XVIII aún mencionan Öreglók («Viejo Lok»). Los descubrimientos arqueológicos realizados en la zona confirman una ocupación mucho más temprana: excavaciones de rescate en Kislók en 1903 descubrieron ochenta tumbas de la Edad de Bronce y los terraplenes de un castro de la prehistoria tardía llamado localmente Bolondvár («Fuerte de los Tontos»). Hallazgos de vasijas votivas romanas, entierros húngaros tempranos de caballos y carros y un tesoro de monedas de Béla IV dan testimonio del tráfico continuo a lo largo de la ruta medieval de la sal que conectaba antiguamente el Danubio con las salinas de Transdanubia. El pueblo sufrió graves pérdidas en ambas guerras mundiales (hay registros de 68 muertos y 73 desaparecidos entre 1914 y 1918) y las fortificaciones defensivas levantadas en los campos vecinos durante la ofensiva del lago Balaton en 1945 todavía son visibles en fotografías aéreas.
La población ha disminuido durante décadas, de 1 297 habitantes en 1960 a tan solo 987 en 2024; el perfil de edad ha envejecido en consecuencia, ya que los residentes más jóvenes se marchan a trabajar a Székesfehérvár o al cinturón industrial de Budapest.  Sin embargo, la vida comunitaria sigue siendo animada. La Iglesia Católica Romana de la Asunción, de tres naves, construida en ladrillo en 1888 y con un campanario independiente en la fachada, se sometió a una renovación interior de 35 000 €, que finalizó en marzo de 2022. El informe de la subvención señala que se instalaron nuevos sistemas eléctricos, marcos de ventanas y una marquesina en el porche para asegurar el papel del edificio como centro cultural y litúrgico del pueblo. Cada junio, la feria de verano "Nagylóki Napok" llena la calle Hunyadi con grupos de danza folclórica y desfiles de carros de caballos.